# Газела (мост)
Мост Газела је мост преко реке Саве у Београду. Део је градског аутопута и налази се на Европском путу Е75, који пролази кроз шири центар града и повезује Београд са Нишом на југу и Новим Садом на северу. Мост је пројектовала група инжењера на челу са Миланом Ђурићем, а изградила компанија Мостоградња.
Грађен је од 1966. до 1970. године, као део градског ауто-пута и ауто-пута Братство и јединство.

## Опште информације
Мост је дугачак 332 м и широк 27,5 м, са три траке у сваком правцу, а укупна ширина пута је 21,8 м. Конструисан је као комбинација гредног и лучног моста, са плитким оквиром и дијагоналним челично-бетонским држачима. Максимална висина центра распона је 22,8 м на средњем нивоу воде.
Одмах по отварању 1970. године уочен је квар. Због погрешних прорачуна, метална конструкција је почела пропада на средини моста. До реконструкције 2010. постао је је тај проблем. Да би се проблем ублажио, на металним деловима моста бетонски делови су замењена лакшим, металним.
Носи назив по газели, животињи која је врло брза. Ђорђе Лазаревић, који је био председник конкурсне комисије, рекао је да је „овај мост прескочио Саву као газела која скаче“, а то име се задржало. Већ 1968. године, две године пре него што је мост завршен, име се појавило у новинским извештајима, тако је назван још у време пројектовања због витких линија.
Крајем 2010-их било је предлога да се мост назове по Бранку Пешићу, градоначелнику Београда за време изградње моста, али назив није промењен.

## Историјат
Средином шездесетих година 20. века указала се потреба за још једним друмским мостом преко Саве, јер је једини мост, изграђен 1956. године, био Бранков мост. Идеја иза новог моста била је да повеже делове аутопута Братства и Јединства. Најугледнији инжењери су позвани да изаберу најбољи пројекат. Између пројеката пријављених на конкурс за архитектонско пројектовање изабран је пројекат Милана Ђурића.
Изградња моста почела је 1966. године, а градила су га предузећа Мостоградња у сарадњи са предузећем Гоша из Смедеревске Паланке. Завршено је за 4 године. Две стране моста су физички повезане 17. децембра 1969. године. Тестирање моста директно је преносила Радио телевизија Београд. Грађани су се шалили да возачи камиона који су тестирали мост треба да буду „опремљени ронилачким оделима”.  Мост су свечано отворили председник Југославије Јосип Броз Тито и градоначелник Београда Бранко Пешић 4. децембра 1970. Истог дана, осим моста, отворен је и аутопут кроз Београд, мостарска петља и Теразијски тунел.

### Реконструкција 2010—2011
Министар грађевинарства Републике Србије Драгослав Шумарац је 2004. године упозорио да је мост, посебно челична конструкција у лошем стању и да је потребна хитна реконструкција. Главни носач моста напукао 2010. године па је реконструкција морала да почне одмах. За ојачање конструкције утрошено је додатних 1.500 тона челика и других материјала. Ремонт моста почео је у првој половини 2010. године, а завршен је у другој половини 2011. године. Ово је прва већа реконструкција моста од његовог завршетка 1970. године. Пошто је мост део међународног пута (аутопута) Е75, постоји током целог дана су гужве у саобраћају. Понекад је требало сат времена само да се пређе мост.
Возилима преко 3,5 тоне забрањен је улазак у град ако су у транзиту, већ су преусмерени на обилазницу Београда. Међутим, како је Обилазница око Београда тек напола завршена, то је представљало изазов за неке возаче камиона. Да ствар буде гора, мост је у потпуности затворен већ 7 дана, што је изазвало незапамћени саобраћајни хаос у Београду. Да би се реконструкција убрзала, стотине радника било је на мосту 24 сата дневно, 7 дана у недељи. Као резултат тога, ремонт моста је завршен у рекордном року, а након отварање обилазнице, смањен је проток возила преко моста.
Држава и градска власт имали су различита мишљења када је требало да почне реконструкција. Држава је инсистирала да радови почну што пре, због лошег стања моста, док је град сматрао да би било боље да се прво заврши Мост на Ади, па да се ради на Газели. У току радова Европска инвестициона банка је повукла средства јер нису одобравали како се решава проблем бесправног насеља неформалног назива Картон сити, које је постојало испод моста. Ипак, није било општег кашњења.
Као резултат реконструкције, гужва је била масовна и редовна, а протезале су се све до насеља Аутокоманда и Душановац. Град Београд је непосредно пре реконструкције проширио Савску улицу, која је повезана са Газелом, а током радова градска власт је апеловала на возаче да користе друге мостове, а чак је и градска приградска железница Беовоз за то време била бесплатна. Међутим, возачи су ипак наставили да користе делимично затворену Газелу, што је изазвало застоје.
Од своје реконструкције, градски званичници су навели да ће мост моћи да поднесе 200.000 возила дневно у наредних 40 година.

## Галерија
- Доњи део конструкције моста
- Газела након реновирања, 2011.
- Поглед са Газеле на Саву, 2010. године